# Lujkî, Iavoriv
Lujkî (în ucraineană Лужки) este un sat în comuna Drohomîșl din raionul Iavoriv, regiunea Liov, Ucraina.

## Demografie
Componența lingvistică a localității Lujkî
     Ucraineană (97,44%)
     Rusă (2,56%)
Conform recensământului din 2001, majoritatea populației localității Lujkî era vorbitoare de ucraineană (97,44%), existând în minoritate și vorbitori de rusă (2,56%).